# Летовиці
Летовиці (чеськ. Letovice нім. Lettowitz) — місто у Чехії, в районі Бланско Південноморавського краю. Населення — 6800 чоловік (2005).

## Історія

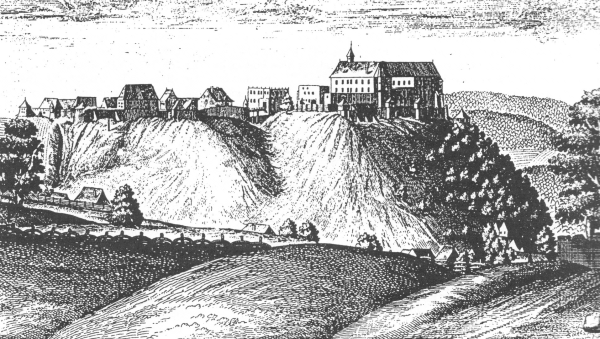
Летовицький замок в XVII столітті

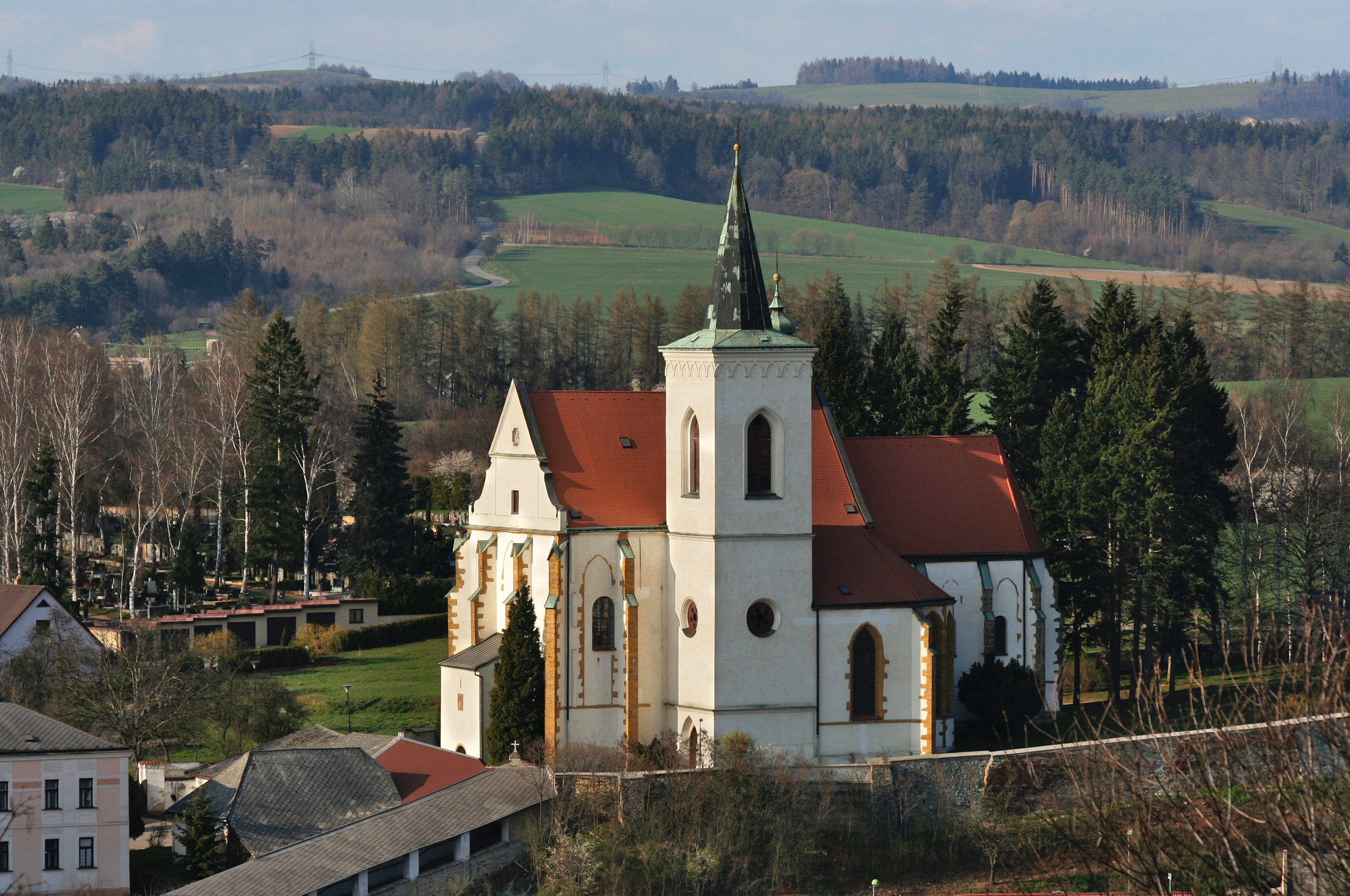
Костел Святого Прокопія

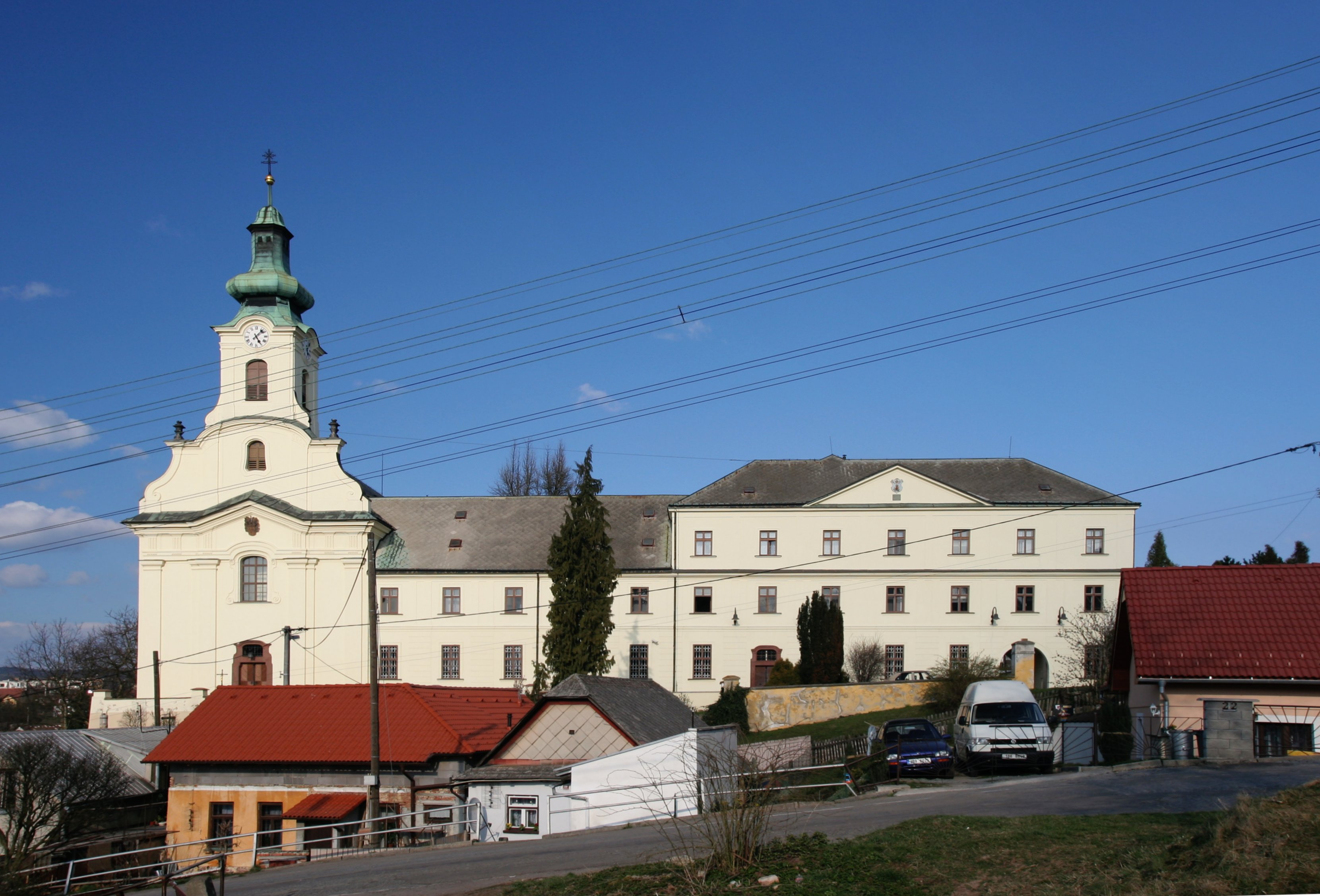
Летовицький Боніфратрський монастир

- Рання кам'яна доба — перші ознаки поселення в долині, де тепер знаходиться місто.
- Бронзова доба — знайдені бронзові предмети лужицької культури — списи і сокира з ручкою і наконечником.
- Римський період — археологами знайдені монети імператора Траяна, Авреліана, а також Костантина I
- Період великого переселення народів — близько VI століття з'являються перші поселення слов'ян, що підтверджують статуя і голова бога, знайдені у 1840 році.
- 1145 — перша писемна згадка про Летовиці.
- 1241 — Летовиці було пограбоване татарами.
- 1399 — завоювання Кунштата.
- 1424 — гусити захопили фортецю і спалили все місто.
- 1505 — місто під владою Ладислава Бошковича.
- 1645 — місто і замок завоювали шведи; 1648 — місто було спалене шведами.
- 1674 — через двадцять років після закінчення Тридцятилітньої війни, дві третини будинків в місті ще залишались порожніми.
- 1754 — побудований завод із виробництва тканин, до кінця XVIII століття він став найбільшим у Моравії.
- 1782  — Йосиф II надав місту право на торгівлю вовною.
- 1848  — Летовиці передане під управління району Босковиці.
- 1 січня 1849  — початок роботи залізничної лінії Брно — Чеська-Тршебова. Летовиці стало частиною першої чеської залізниці.
- 13 листопада 1936 — Летовиці отримало статус міста.
- 1960 — місто увійшло до складу району Бланско.

## Пам'ятки
- Летовицький замок[7] XIV століття
- Кельтський музей під відкритим небом Ісарно
- Водонапірна вежа (1911)
- Готичний костел Святого Прокопія (1370—1380) з середньовічними похованнями шляхти
- Боніфратрський монастир у стилі бароко (1751—1784) з костелом Святого Вацлава і лікарнею XVIII століття
- Замковий парк в романтично-готичному стилі

## Населення
| Рік  | Чисельність | Чисельність |
| ---- | ----------- | ----------- |
| 1869 | 5152        | [ 8 ]       |
| 1880 | 5054        | [ 8 ]       |
| 1890 | 5561        | [ 8 ]       |
| 1900 | 6121        | [ 8 ]       |
| 1910 | 6850        | [ 8 ]       |
| 1921 | 6562        | [ 8 ]       |
| 1930 | 6468        | [ 8 ]       |

| Рік  | Чисельність | Чисельність |
| ---- | ----------- | ----------- |
| 1950 | 6196        | [ 8 ]       |
| 1961 | 6336        | [ 8 ]       |
| 1970 | 6483        | [ 8 ]       |
| 1980 | 6847        | [ 8 ]       |
| 1991 | 6608        | [ 8 ]       |
| 2001 | 6640        | [ 8 ]       |
| 2014 | 6712        | [ 9 ]       |

| Рік  | Чисельність | Чисельність |
| ---- | ----------- | ----------- |
| 2016 | 6746        | [ 10 ]      |
| 2017 | 6723        | [ 11 ]      |
| 2018 | 6744        | [ 12 ]      |
| 2019 | 6745        | [ 13 ]      |
| 2020 | 6745        | [ 14 ]      |
| 2021 | 6720        | [ 15 ]      |
| 2021 | 6604        | [ 16 ]      |

| Рік  | Чисельність | Чисельність |
| ---- | ----------- | ----------- |
| 2022 | 6669        | [ 17 ]      |
| 2023 | 6967        | [ 18 ]      |
| 2024 | 7215        | [ 19 ]      |
| 2025 | 7124        | [ 5 ]       |

| Рік  | Чисельність | Чисельність |
| ---- | ----------- | ----------- |
| 1869 | 5152        | [ 8 ]       |
| 1880 | 5054        | [ 8 ]       |
| 1890 | 5561        | [ 8 ]       |
| 1900 | 6121        | [ 8 ]       |
| 1910 | 6850        | [ 8 ]       |
| 1921 | 6562        | [ 8 ]       |
| 1930 | 6468        | [ 8 ]       |

| Рік  | Чисельність | Чисельність |
| ---- | ----------- | ----------- |
| 1950 | 6196        | [ 8 ]       |
| 1961 | 6336        | [ 8 ]       |
| 1970 | 6483        | [ 8 ]       |
| 1980 | 6847        | [ 8 ]       |
| 1991 | 6608        | [ 8 ]       |
| 2001 | 6640        | [ 8 ]       |
| 2014 | 6712        | [ 9 ]       |

| Рік  | Чисельність | Чисельність |
| ---- | ----------- | ----------- |
| 2016 | 6746        | [ 10 ]      |
| 2017 | 6723        | [ 11 ]      |
| 2018 | 6744        | [ 12 ]      |
| 2019 | 6745        | [ 13 ]      |
| 2020 | 6745        | [ 14 ]      |
| 2021 | 6720        | [ 15 ]      |
| 2021 | 6604        | [ 16 ]      |

| Рік  | Чисельність | Чисельність |
| ---- | ----------- | ----------- |
| 2022 | 6669        | [ 17 ]      |
| 2023 | 6967        | [ 18 ]      |
| 2024 | 7215        | [ 19 ]      |
| 2025 | 7124        | [ 5 ]       |

|  |

## Міста-побратими
- Старий Град (місто), Хорватія